# .my
.my è il dominio di primo livello nazionale assegnato alla Malaysia.

## Domini di secondo livello
Sono disponibili i seguenti domini di secondo livello:
- .com.my
- .biz.my
- .org.my
- .net.my
- .coop.my
- .edu.my
- .gov.my
- .mil.my
- .name.my